# مقاطعة خطيرجي
مقاطعة خطيرجي هي تقسيم إداري في ولاية نواوي في أوزبكستان.